# Wundershöhle
Die Wundershöhle ist eine natürliche Karsthöhle bei Muggendorf, einem Gemeindeteil der oberfränkischen Gemeinde Wiesenttal im Landkreis Forchheim in Bayern.
Die Höhle befindet sich am Hohlen Berg, etwa 800 Meter östlich von Muggendorf.

## Beschreibung
Zusammen mit der Witzenhöhle und der Oswaldhöhle gehört sie genetisch zu einem einzigen System. Erst bei der Taleintiefung der Wiesent wurden die Höhlen voneinander getrennt.
Die Wundershöhle ist mit der Witzenhöhle durch einen Schluf verbunden.
Etwa 25 Meter von der Oswaldhöhle entfernt befindet sich der niedrige Eingang.
Zu finden ist er unter einem Felsdach am Fuße einer Treppe rechts in östlicher Richtung.

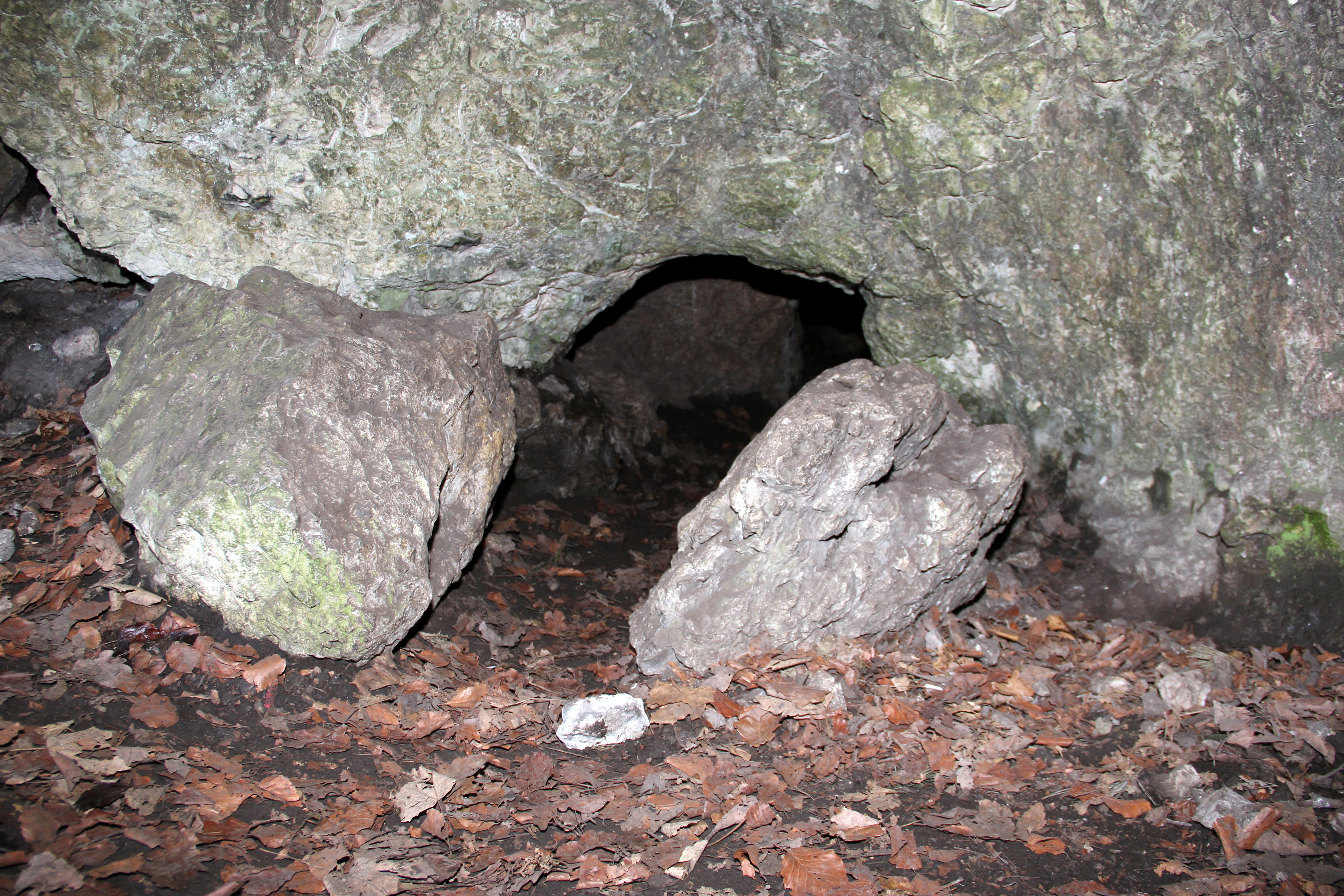
Schluf zur Haupthöhle

Entdeckt wurde die Höhle am 7. November 1772 durch den Muggendorfer Höhleninspektor Johann Georg Wunder, als er unter einem Felsüberhang Schutz vor einem Gewitter suchte. Als er auf einen verrosteten Schlüssel trat, kam ihm der Gedanke, dass hier der Eingang zu einer größeren Höhle sein könnte. Er grub und legte den heutigen engen Zugang frei. In dieser Zeit wurden auch Funde von Johann Friedrich Esper von Höhlenbärenknochen gemeldet. 1969 entdeckten M. Geyer und Manfred Moser eine Holzkohlenschicht mit einigen metallzeitlichen Scherben.
Die Eingangshalle befindet sich nach einem engen Schluf, der nur kriechend passiert werden kann. Über eine etwa drei bis vier Meter tiefe Steilstufe kommt man in einen rechteckigen Raum. Über Dolomitverbruch und einem Felsriegel schließt sich ein weiterer Raum an, dessen Wände zahlreiche Kolke und Spalten aufweisen. Von Tropfsteinen ist kaum noch etwas zu sehen.
Über eine Engstelle am Ende dieses Raumes kommt man in den am besten erhaltenen Teil der Höhle mit gut erhaltenen Sinterformen. Am Ende dieses Raumes befindet sich der Übergang (schwer passierbarer Schluf) zur Witzenhöhle.
Die Gesamtganglänge der Wundershöhle beträgt etwa 70 Meter.
Die Höhle ist vom Bayerischen Landesamt für Umwelt als Geotop (474H005)  und Naturdenkmal (ND-04586) ausgewiesen. Im Höhlenkataster Fränkische Alb (HFA) ist die Wundershöhle als C 8 registriert.